# Netscape Communicator
Netscape Communicator (hoặc Netscape 4) là một gói chương trình Internet đã ngừng hoạt động do Netscape Communications Corporation phát triển và là phiên bản chính thứ tư trong dòng trình duyệt Netscape. Bản beta đầu tiên của nó được phát hành vào năm 1996 và được phát hành chính thức vào tháng 6 năm 1997. Netscape Communicator đã giải quyết vấn đề của Netscape Navigator 3.x được sử dụng làm cả tên của cả gói chương trình và trình duyệt có trong nó bằng cách đổi tên gói chương trình Internet thành Netscape Communicator. Nó bao gồm nhiều tính năng phần mềm nhóm nhằm thu hút các doanh nghiệp.
Vào tháng 2 năm 1998, Netscape tuyên bố rằng Mozilla.org sẽ điều phối sự phát triển của Netscape Communicator 5 là "một nhóm chuyên dụng trong Netscape với một trang web riêng sẽ thúc đẩy, thúc đẩy và hướng dẫn mở hộp thoại và phát triển mã nguồn máy khách của Netscape."  Tuy nhiên, mã Communicator quá cũ và tỏ ra khó sử dụng, vì vậy nó đã bị bỏ đi hoàn toàn. Toàn bộ mã nguồn của Communicator được Mozilla viết lại, và sau đó thử nghiệm nó dưới dạng Mozilla Application Suite. Netscape, hiện thuộc sở hữu của AOL, cuối cùng đã phát hành sản phẩm kế nhiệm của Communicator là Netscape 6 vào tháng 11 năm 2000, dựa trên Mozilla Application Suite với các thay đổi và bổ sung. Các bản cập nhật nhỏ cho Communicator tiếp tục được phát hành, đỉnh điểm là việc phát hành Netscape Communicator 4.8 vào tháng 8/2002.